# Jamila Binous
Jamila Binous (arabe : جميلة بنوص), née en 1939 à Tunis, est une historienne et urbaniste tunisienne.

## Biographie
Née dans la médina de Tunis, Jamila Binous suit ses études au lycée de la rue du Pacha. Elle poursuit des études en histoire et géographie à l'université de Tunis et des études d'urbanisme à l'université de Tours en France. Elle entame ensuite une carrière de chercheur, se concentrant sur les médinas tunisiennes, surtout celle de Tunis. Tout au long des années 1980, elle occupe des postes d'experte, historienne et urbaniste, dans des organisations internationales, notamment auprès de l'Unesco ; elle est également experte auprès de l'UNEP à Sanaa en 1982.
En 1987, elle est nommée membre du Comité international des villes et villages historiques auprès de l'Unesco et de l'ICOMOS. La même année, elle coordonne le projet Ifriqiya auprès de l'ONG Musée sans frontières.
Elle organise à partir des années 1990 des conférences sur la médina de Tunis pour rapporter son importance architecturale et historique et participer à sa réhabilitation. Ses objets de recherche et ses missions sont couronnées par plusieurs publications.
Une fois à la retraite, elle lance l'idée d'une « visite découverte » de la médina de Tunis.

## Publications

### Ouvrages personnels et collaborations
- Jamila Binous, Fatma Djellouli et Jellal Abdelkafi, Tunis, Tunis, Sud Éditions, 1985, 153 p. (ISBN 978-2-86444-031-4).
- Jamila Binous, « Pain de femmes », dans Fatima Mernissi, Tunisiennes en devenir, t. 1 : Comment les femmes vivent, Tunis, Cérès, 1992 (ISBN 9973-700-74-0), p. 25-63.
- Essma Ben Hamida, Jamila Binous et Yara Abd'ul Hamid, La débrouille au féminin : stratégie de débrouillardise des femmes de quartiers défavorisés en Tunisie, Tunis, Enda inter-arabe, 1997, 136 p. (ISBN 978-9-973-17754-4).
- Jamila Binous, Dar el Bacha : reflet d'un siècle, 1900-2000, Tunis, Caractère, 2000, 247 p. (ISBN 978-9-973-97731-1).
- Jamila Binous et Salah Jabeur, Les maisons de la médina, Tunis, Dar Ashraf, 2001, 239 p. (ISBN 978-9-973-75513-1).
- Jamila Binous, Azedine Beschaouch et Myriam Erraïs Borges, Confidences de Tunisie : vingt promenades culturelles et touristiques incontournables, Paris, Cherche midi, 2007, 351 p. (ISBN 978-2-749-11128-5).
- Jamila Binous et Jacques Pérez, La médina de Tunis et Alexandre Roubtzoff, Tunis, Dunes Éditions, 2010, 228 p. (ISBN 978-9-973-02013-0).

### Ouvrages collectifs
- Tunis : la ville et les monuments, Tunis, Cérès Productions, 1980, 167 p. (ISBN 978-2-857-03004-1).
- Ifriqiya : treize siècles d'art et d'architecture en Tunisie, Aix-en-Provence/Tunis, Édisud/Déméter, 2000, 309 p. (ISBN 978-2-744-90166-9, lire en ligne).
- L'art mamelouk : splendeur et magie des sultans, Aix-en-Provence, Édisud, 2001, 235 p. (ISBN 978-2-744-90178-2).
- Genèse de l'art ottoman : l'héritage des émirs, Aix-en-Provence, Édisud, 2002, 250 p. (ISBN 978-2-744-90177-5).
- L'art arabo-normand : la culture islamique dans la Sicile médiévale, Aix-en-Provence, Édisud, 2004, 327 p. (ISBN 978-2-7449-0174-4).